# Abdulrahman Essadi
Abdulrahman Kelani Essadi (thailändisch อับดุลเราะห์มาน กีรานี เอ.เค. เอสซ่าดี; * 29. Juni 2003) ist ein thailändisch-libyscher Fußballspieler.

## Karriere
Abdulrahman Essadi spielte von 2021 bis 2024 beim Drittligisten Prime Bangkok FC. Mit dem Verein aus der Hauptstadt Bangkok spielte er 45-mal in der Bangkok Metropolitan Region der Liga. Hierbei erzielte er zehn Tore. Im Juli 2024 unterschrieb er einen Vertrag beim Zweitligisten Police Tero FC. Sein Zweitligadebüt für den Hauptstadtverein gab Essadi am 18. August 2024 (2. Spieltag) im Heimspiel gegen den Nakhon Si United FC. Bei dem 2:1-Erfolg wurde er in der 83. Minute für den Australier Adolph Koudakpo eingewechselt.